# Manoir de Coutances
Le manoir de Coutances est situé à Taden en France.

## Localisation
Le manoir est situé sur la commune de Taden dans le département des Côtes-d'Armor, dans la région Bretagne.

## Description
La cour fermée a été reconstituée avec grille d’entrée et deux pavillons. Le passage couvert latéral qui donne aujourd’hui accès à la cour du manoir n’est pas attesté anciennement, il a été récemment construit. Plan en T pour le logis seigneurial à étage. Armoiries des Jourdain avec date 1776 et armoiries de la Provosté sur aile arrière du logis.

## Historique
Parmi les nobles de Taden en 1430 et 1480 sont mentionnés les de la Prévosté ou de la Provosté, seigneur de Coutances. Olivier de la Provosté en 1480 comparait comme homme d’armes et possède 240 livres annuels de revenus, qui font de lui l’un des nobles les plus dotés de la paroisse. Une motte castrale plus à l’ouest serait à l’origine du fief. Un texte d'archives publié dans la revue le Carrouge mentionne en 1683, le manoir, la métairie, la cour close, une chapelle, une rabine, une issue et déports, de même que les bois de haute futaie, douves, vivier, chaussée, retenue d’eau et un colombier. Le tout étant la propriété de Tanguy Apvril, sieur de Vaurimont. Au XVIIIe siècle, le manoir et les métairies appartiennent à la famille Jourdain qui effectue des travaux d’aménagement, la date de 1776 est portée sur le gros œuvre de l’aile arrière, à côté de la fenêtre de la chambre de l’étage. Lors de la réquisition des biens des émigrés, en 1795, il est fait mention du mauvais état des bâtiments, surtout de la métairie. Ce qui expliquerait la construction de bâtiments neufs pour la métairie entre 1809 et 1844, dates des cadastres anciens. Sur ces deux plans cadastraux la chapelle n’apparaît pas, elle est cependant encore mentionnée à la fin du XVIIIe siècle et a dû être détruite lors de la Révolution. Le colombier circulaire a été rasé. Le propriétaire actuel a réalisé d'importants travaux pour remettre en état les bâtiments ruinés et restituer la belle ordonnance du lieu. L'on identifie assez bien en comparant l'état actuel avec le dessin de Henri Frotier de La Messelière que le logis a été globalement conservé, y compris son aile arrière, de même que l'organisation de la cour.
Il est inscrit à l' inventaire général du patrimoine culturel.